# きまぐれ乗車券
『きまぐれ乗車券』（きまぐれじょうしゃけん）は、小山田いくによる日本の漫画。1986年から1987年にかけて小学館『少年ビッグコミック』誌上にて読切5編が不定期掲載された。なお、5編目の掲載は同誌が『ヤングサンデー』へリニューアルのため休刊となった際の最終号である。
描き下ろし1編を加え、1987年に単行本全1巻が小学館（少年ビッグコミックス）から刊行され、4刷まで重版の後、絶版となった。
原稿は絶版後所在不明となったが、先の単行本を底本として2006年に復刊ドットコム（ブッキング）から『小山田いく選集』の一冊として復刊した。選集版には「くすのき亭の日々」（全3話）と短編読切「約束」（『まんがライフ』1999年1月号）を収録している。

## あらすじ
兄の営む出版社に勤める男子高校生が、取材の旅で女子高校生と出会い、2人で取材旅行をする話。2人旅の青春ラブストーリー。

## 登場人物
九城 興生（くしろ おきお）
本編の主人公。高校2年生ながら、兄の営む出版社の歴史・文化雑誌『おのごろ』の雑用係兼ライターを任されている。行きずりで出会った環に「押しかけ女房」みたいな形で取材旅行にくっつかれるが、彼もまた環との旅を楽しんでいる。環の事を「環」と呼び捨てで呼ぶ。
のちに『迷い家ステーション』にも登場。迷い家駅構内に埋められていた蒸気機関車・C-56を発見するのに一役買った。復刊版の描き下ろしによると、環と結婚しており、長女が生まれたらしい。
江馬 環（えま たまき）
本編の準主人公。高校1年生。取材旅行を始める興生を気に入って、そのままくっついて2人旅をすることになった。当初は切符の買い方もわからなかったが、興生との2人旅を経て鉄道のことにも詳しくなっていく。興生を年上であるにもかかわらず「興生ちゃん」と呼ぶ。
2度目以降も、興生に連絡を取っており、助手として同行する。速記を嗜んでおり、それまで興生が取材相手にインタビューした際の会話を録音したテープを聞くより記事に起こしやすいと重宝がられている（本当は取材に役立つかと習いなおした）。
九城・兄（くしろ あに）
興生がアルバイトしている出版社「九城出版」を経営している。この会社は記者（ライター）も足りない小さな会社である。

## 刊行書誌
- 少年ビッグコミックス 小学館
  - ISBN 4-09-150761-1
- 復刊ドットコム 小山田いく選集1 ブッキング
  - 2006年3月10日発行 ISBN 4-8354-4211-3